# Образцово-Травинский сельсовет
Образцо́во-Тра́винский се́льский сове́т — сельское поселение в составе Камызякского района Астраханской области, Российская Федерация. Административный центр — село Образцово-Травино.

## География
Сельский совет расположен в юго-западной части района. По территории сельсовета протекают волжские  протоки . Район имеет выход к Каспийскому морю. На юге расположен памятник природы регионального значения «Гандуринский».

## История

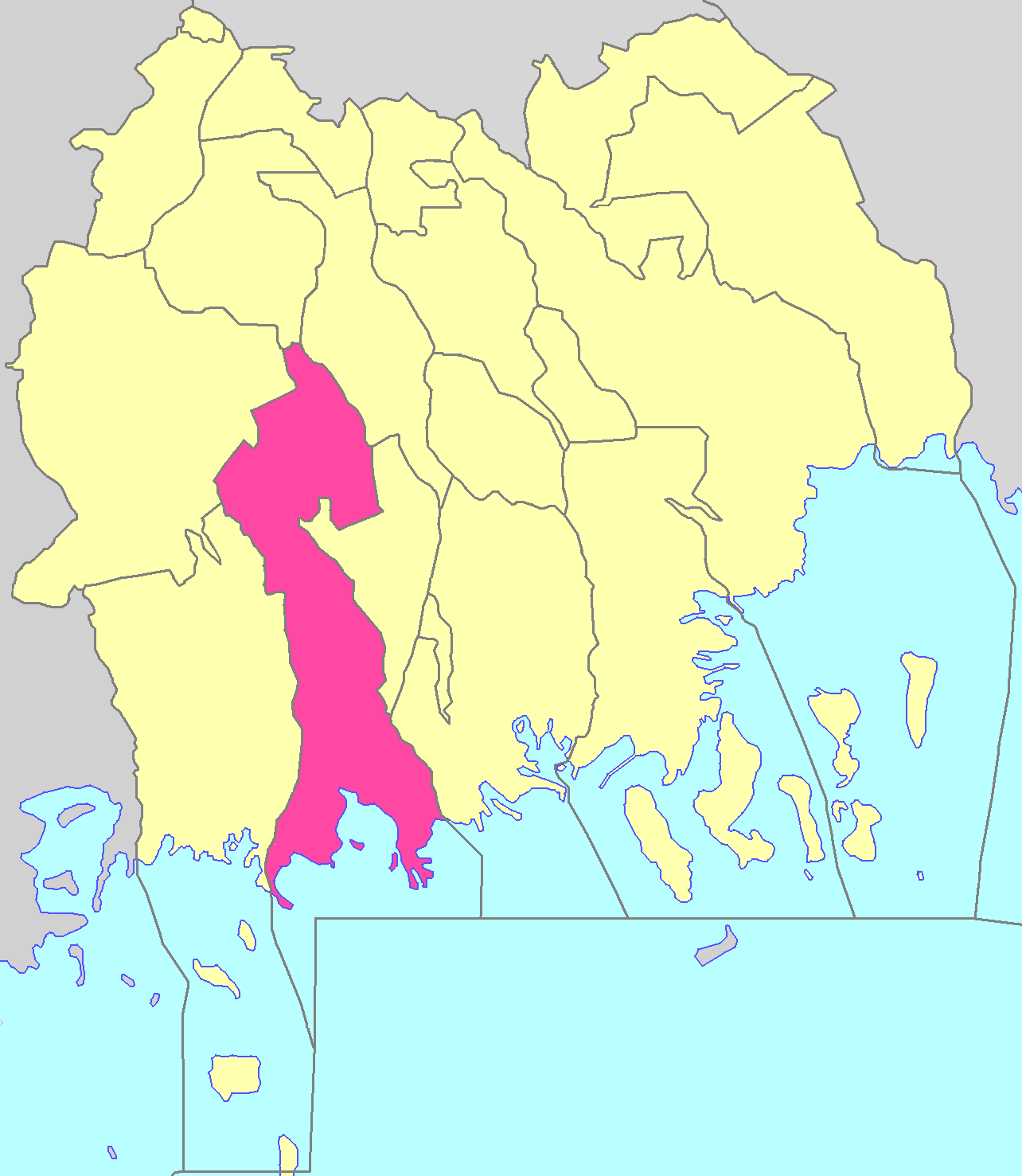
Территория сельсовета до 2017 года

Сельский совет был образован в 1918 году и находился в составе Чаганской волости Астраханской губернии. С 1925 года сельсовет перешёл в подчинение Камызякскому району, в 1927 году получив современное название.
Законом Астраханской области от 5 сентября 2017 года № 46/2017-ОЗ, Лебяжинский, Образцово-Травинский и Полдневский сельсоветы были объединены в Образцово-Травинский сельсовет с административным центром в селе Образцово-Травино.

## Население
| 2010  | 2012  | 2013  | 2014  | 2015  | 2016  | 2017  |
| ----- | ----- | ----- | ----- | ----- | ----- | ----- |
| 3386  | ↗3405 | ↘3367 | ↘3313 | ↘3267 | ↘3255 | ↘3224 |
| 2018  | 2019  | 2020  | 2021  |       |       |       |
| ↗5165 | ↘5093 | ↘5018 | ↗5291 |       |       |       |

### Национальный состав
- русские — 2499 человек
- казахи — 958 человек
- татары — 33 человека
- чеченцы — 19 человек
- украинцы — 12 человек
- даргинцы — 11 человек
- немцы — 5 человек
- аварцы — 4 человека
- кумыки и молдаване — по 3 человека
- грузины — 2 человека
- азербайджанцы, калмыки, армяне, лезгины — по 1 человеку.

## Состав
В состав сельсовета входят 7 населённых пунктов.
| № | Населённый пункт  | Тип населённого пункта       | Население |
| - | ----------------- | ---------------------------- | --------- |
| 1 | Гандурино         | село                         | ↘374      |
| 2 | Дамчик            | посёлок                      | ↘28       |
| 3 | Нижненикольский   | посёлок                      | ↘282      |
| 4 | Октябрьский       | посёлок                      | ↘221      |
| 5 | Полдневое         | село                         | ↗1097     |
| 6 | Лебяжье           | село                         | ↘732      |
| 7 | Образцово-Травино | село, административный центр | ↗3012     |

## Хозяйство
Ведущей отраслью хозяйства выступает сельское хозяйство, представленное 4 крестьянско-фермерскими хозяйствами и 1 сельскохозяйственным предприятием. В структуре угодий наибольшую площадь занимают пастбища (56,3 %), сенокосы (35,0 %) и пашня (8,7 %). Животноводство — разведение крупного рогатого скота, свиней, овец, коз, лошадей и птиц, основная продукция — мясо, молоко, шерсть и яйца. Растениеводство — выращивание овощей и картофеля. Развито рыболовство.
Среди учреждений социальной сферы в центре сельсовета действуют Травинская участковая больница № 2 на 25 коек, поликлиника на 90 мест и пункт скорой помощи, 2 фельдшерско-акушерских пункта (Гандурино, Нижненикольский), детский сад, Травинская средняя школа, детский дом, 3 дома культуры, сельская библиотека, спорткомплекс со стадионом. Действуют 16 магазинов, аптека, столовая и рынок.
Транспорт в сельсовете представлен автомобильной дорогой Астрахань — Образвцово-Травино и судоходными реками Гандурино и Никитинский Банк. В каждом селе есть пристани.